# Bermudasegel

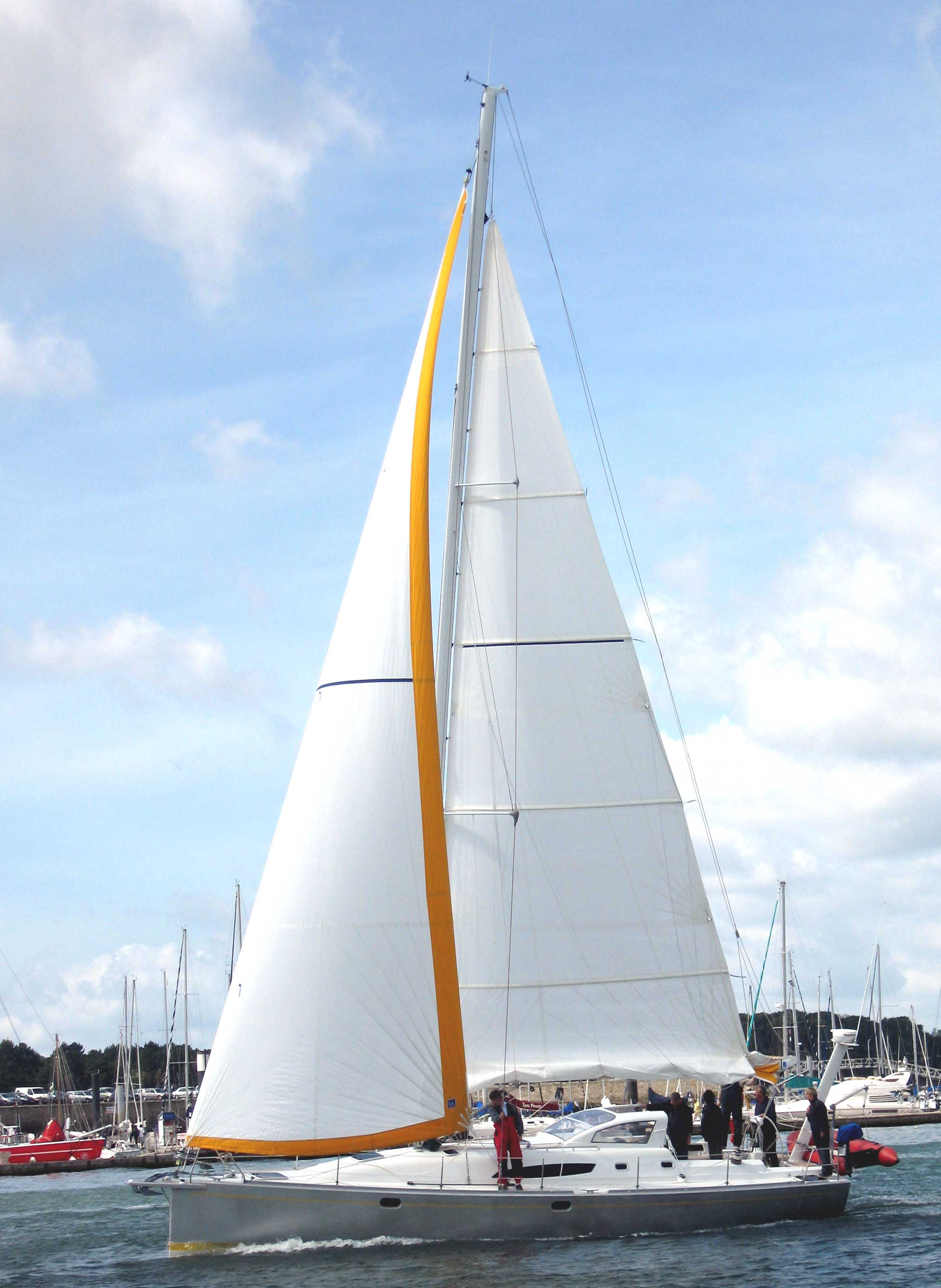
Bermudarigg, med genua och bermudastorsegel (masthead).

Bermudasegel är ett trekantigt segel vars förlik (framkant, se lik) är fäst mot masten och dess undre lik är fäst mot en bom som går i rät vinkel bakåt från masten. Akterliket sträcks utåt med hjälp av lattor. Seglets höjd är normalt flera gånger större än dess bredd. Nuförtiden är bermudarigg, med bermudasegel som storsegel och stagsegel som fock, den vanligaste riggen på fritidssegelbåtar.
Bermudariggen är på bidevind klart effektivare än äldre riggtyper – och i segelsporten är kryssningsegenskaperna ofta avgörande. Inga tunga spiror behövs uppe i masten och ett högt och smalt segel med smal topp är aerodynamiskt fördelaktigt. Däremot är det smala seglet mindre bra i medvind, vilket kompenseras med spinnaker eller liknande segel. Den höga riggen innebär också större påfrestningar på vant och skrov än äldre riggtyper.